# 金田知子
金田 知子（かねだ ともこ、11月24日 - ）は、大阪府出身の演歌歌手。
夫は、北野武の映画『アウトレイジ』シリーズへの出演で知られる実業家の金田時男である。
北野とは夫婦ぐるみで十数年来の付き合いがあり、北野は金田の「応援団長」を自任している。

## 作品

### シングル ディスコグラフィー
1. 華絆 c/w ほたる船（2002年10月23日　日本クラウン CRDN-757）
2. サランヘヨ横浜 c/w せつなくて故郷（2014年1月8日　ウイングジャパン WJCR-30114）
3. 思い出のシエナ c/w 愛の手を借りて（2017年5月10日 徳間ジャパン minoruphone KCA-90955）